# Porcellanasteridae
Porcellanasteridae, del latin porcellanus, "porcelana", y del griego clasico ἀστήρ (astḗr), "estrella", es una familia de equinodermos asteroideos del orden Paxillosida, que agrupa a 12 géneros de estrellas de mar.

## Géneros
Esta familia incluye los siguientes géneros:
- Abyssaster Madsen, 1961
- Benthogenia Fisher, 1911
- Damnaster H.E.S. Clark & McKnight, 1994
- Eremicaster Fisher, 1905
- Hyphalaster Sladen, 1883
- Lethmaster Belyaev, 1969
- Lysaster Bell, 1909
- Porcellanaster Wyville Thomson, 1877
- Sidonaster Koehler, 1909
- Styracaster Sladen, 1883
- Thoracaster Sladen, 1883
- Vitjazaster Belyaev, 1969